# جيما بيسيكس
جيما بيسيكس (بالإنجليزية: Gemma Bissix)‏ هي ممثلة إنجليزية. ولدت في 6 يونيو 1983 في تشيرتسي، المملكة المتحدة.

## فيلموغرافيا
| سنة                     | برنامج         | دور         | ملاحظات              |
| ----------------------- | -------------- | ----------- | -------------------- |
| 1993-1998 ، 2008        | إيست إندرس     | كلير بيتس   | سلسلة عادية          |
| 2002                    | الأطباء        | روكسان لويد | الحلقة: "أزمة إيمان" |
| 2005                    | القشرة         | سادي        | الحلقة 11            |
| 2006-2007 ، 2009 ، 2013 | هوليوكس        | كلير ديفين  | سلسلة عادية          |
| 2008                    | بريتانيا عالية | ليزي بورتر  | الحلقة: "شهرة"       |

## الجوائر
| سنة  | مراسم                     | جائزة              | عمل معين   |
| ---- | ------------------------- | ------------------ | ---------- |
| 2007 | جوائز الصابون البريطانية  | الشرير من العام    | هوليوكس    |
| 2007 | جوائز الصابون البريطانية  | أفضل ممثلة         | هوليوكس    |
| 2007 | جوائز الصابون البريطانية  | المشهد الأكثر روعة | هوليوكس    |
| 2007 | جوائز الصابون البريطانية  | أفضل قصة           | هوليوكس    |
| 2007 | داخل جوائز الصابون        | أفضل ممثلة         | هوليوكس    |
| 2007 | داخل جوائز الصابون        | أفضل الكلبة        | هوليوكس    |
| 2007 | داخل جوائز الصابون        | أفضل قصة           | هوليوكس    |
| 2008 | جوائز صابون التجسس الرقمي | أفضل مخرج          | هوليوكس    |
| 2008 | جوائز الصابون البريطانية  | أفضل مخرج          | هوليوكس    |
| 2008 | المشهد الأكثر روعة        |                    | هوليوكس    |
| 2008 | داخل جوائز الصابون        | أفضل الكلبة        | هوليوكس    |
| 2008 | داخل جوائز الصابون        | أفضل الكلبة        | إيست إندرس |

## روابط خارجية
- جيما بيسيكس على موقع IMDb (الإنجليزية)
- جيما بيسيكس على موقع ألو سيني (الفرنسية)
- جيما بيسيكس على موقع قاعدة بيانات الفيلم (الإنجليزية)
- جيما بيسيكس على موقع كينوبويسك (الروسية)